# Distretto di Wulai
Il distretto di Wulai (cinese tradizionale: 烏來鄉; pinyin: Wūlái Xiāng; POJ: U-lâi-hiong, scritto a volte anche Ulay) è un distretto di Taiwan, nella municipalità controllata direttamente di Nuova Taipei, nel nord dell'isola di Taiwan.
Fino al 25 dicembre 2010 era invece un comune rurale della Contea di Taipei. Il suo nome deriva dalla lingua Atayal kirofu ulai, che vuol dire "caldo e velenoso"; il nome deriva dalle sue famose sorgenti d'acqua calda, che si trovano quasi al confine con la capitale Taipei.

## Attrazioni turistiche
Wulai è una cittadina turistica, rinomata in special modo per le sue sorgenti d'acqua calda, i panorami scenici e la cultura aborigena Atayal.
Altre attività praticate dai turisti nella cittadina sono campeggio, nuoto, pesca, birdwatching e trekking. Durante la primavera, molti visitatori accorrono a vedere la breve fioritura dei boccioli di ciliegio.
Secondo gli abitanti locali, fare il bagno nelle inodori sorgenti d'acqua calda può curare le malattie della pelle, quali eczemi, herpes e tigna.
- Sorgenti di acqua calda di Wulai - i visitatori alloggiano spesso negli hotel compresi nei centri termali delle sorgenti d'acqua calda, dove possono fare bagni nelle sorgenti stesse e nel fiume Wulai.
- Museo Atayal di Wulai, su atayal.tpc.gov.tw. URL consultato il 5 settembre 2010 (archiviato dall'url originale il 29 aprile 2007).
- Cascate - nella gola di Wulai esistono diverse cascate, ma la più grande è la cascata Wulai (烏來瀑布).
- Gondola di Wulai - la gondola porta i visitatori in cima alla cascata Wulai, da dove si può accedere ad un hotel con centro conferenze ed al parco giochi Yunxian.
- Parco giochi Yunxian (雲仙樂園) - è un parco naturale che comprende anche giardini, sentieri per passeggiate, percorsi naturali ad ostacoli e percorsi per canoe; vi si può accedere attraverso la gondola.
- Cultura aborigena Atayal - diversi negozi nella cittadina sono specializzata in tipici cibi, arte, manifattura ed abbigliamento degli aborigeni Atayal.
- Ferrovia scenica di Wulai - il treno che passa su questa ferrovia fu costruito dai giapponesi durante l'era di dominio su Taiwan, per trasportare materiali estratti dalle miniere; ai giorni nostri la ferrovia è stata convertita in linea turistica, che porta i visitatori dal centro di Wulai alle attrazioni che si trovano alla base della cascata omonima.

## Galleria d'immagini

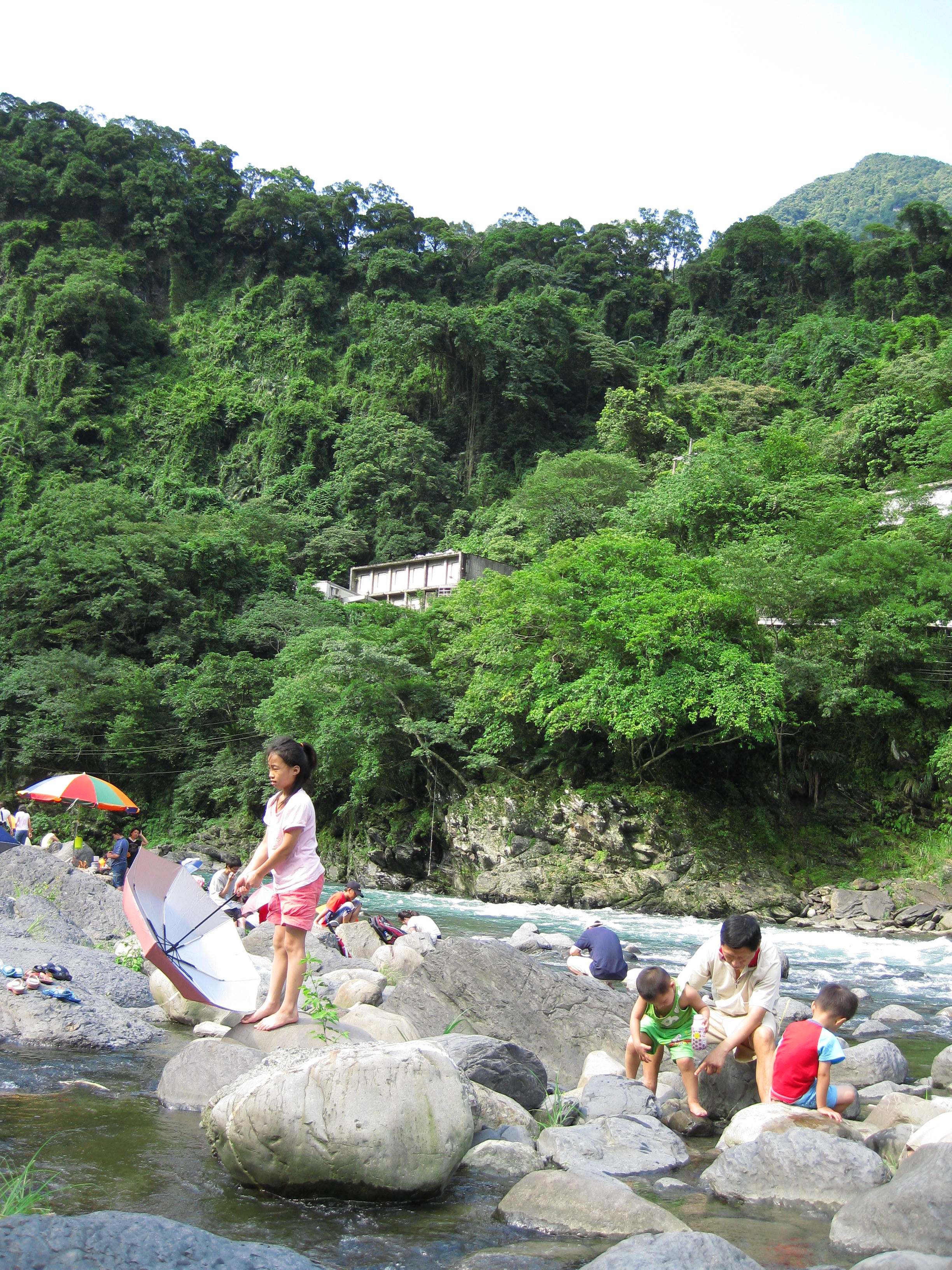
Bambini locali che giocano nel fiume Wulai
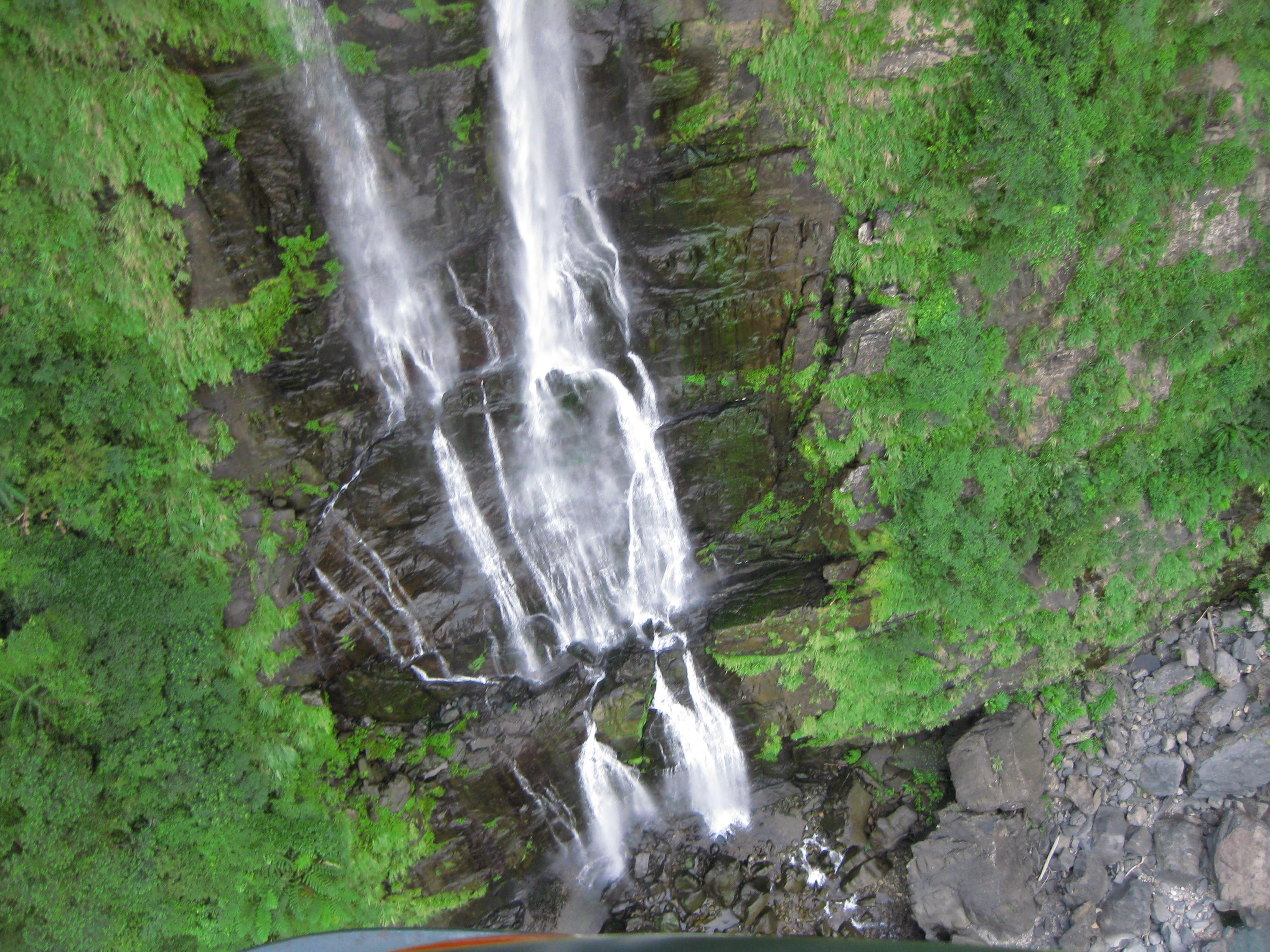
Cascate di Wulai viste dall'alto
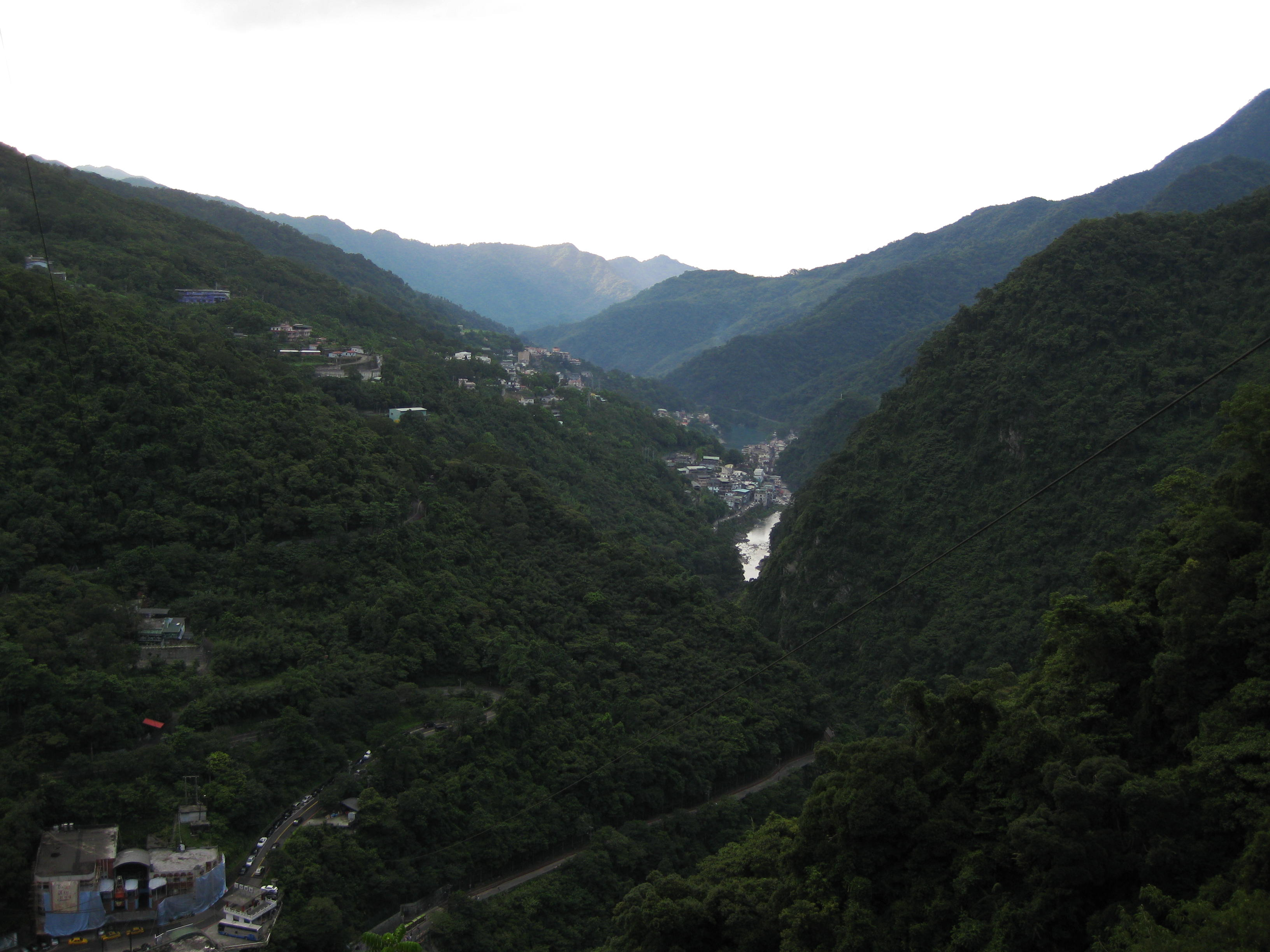
Gole di Wulai viste dalla Gondola
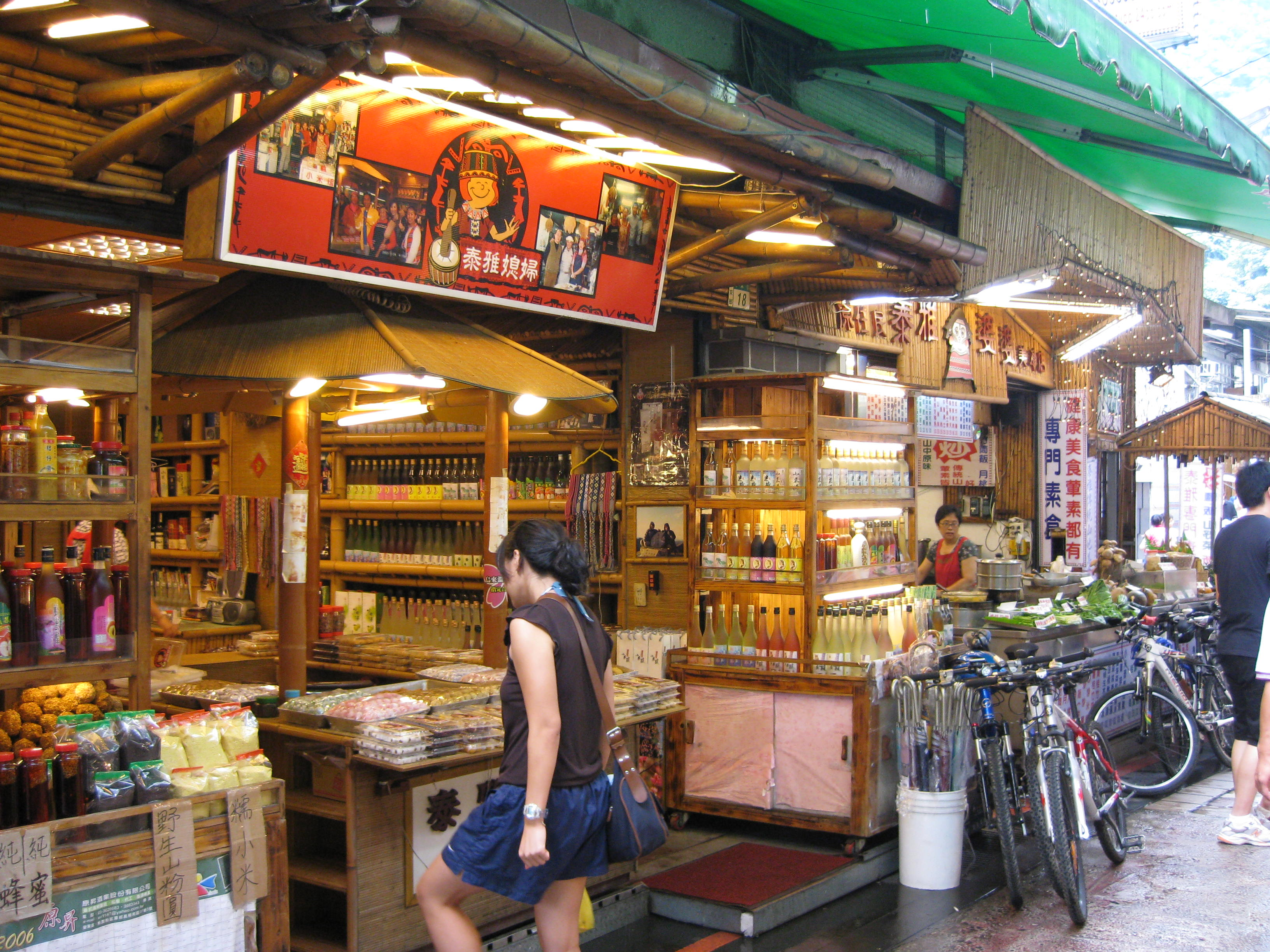
Negozi aborigeni lungo la strada principale